# 南汇新城镇
南汇新城镇是中华人民共和国上海市浦东新区下辖的一个镇，2012年9月19日正式挂牌成立。由原申港街道、芦潮港镇和老港镇大治河以南（不含大河村和东河村）的区域合并组成。管辖範圍东至长江，南至杭州湾，西至奉贤区和浦东新区泥城镇、书院镇边界，北至大治河。政府驻地申港大道200号。区域面积152.15平方千米。
南汇新城自2000年代起进行开发，原名临港新城，规划面积296.6平方公里，包括中心区、主产业区、重装备区和物流区、综合区。

## 行政区划
南汇新城镇下辖芦潮港和申港2个社区。包括15个居委会及1个村委会。

### 芦潮港社区
芦潮港社区下辖7个居委会及1个村委会：港口居委会、果园居委会、新芦社区居委会、农场社区居委会、海尚社区居委会、海芦社区居委会、海汇社区居委会、汇角村村委会。

### 申港社区
申港社区下辖4个居委会：临港家园社区居委会、宜浩佳园第一居委会、宜浩佳园第二居委会、东岸涟城居委会。另辖一个居委会(筹)：滴水湖馨苑居委会(筹)。